# 그녀가 보고 있다
《그녀가 보고 있다》는 2005년 4월 1일에 MBC에서 방영한 베스트극장이다.

## 줄거리
민재는 성형외과 의사이며 시각장애인인 아내 연희의 손발이 되어 살아왔다. 하지만 민재는 이런 생활에 지쳐 2년 전부터 병원에 같이 근무하는 간호사 지영과 불륜 관계를 가져왔다. 그러던 어느 밤, 민재는 지영과 호텔에서 시간을 보낸 뒤 집으로 오던 길에 한 여자를 차로 치는 사고를 낸다. 그리나 죽음에 이른 여자를 방치한 채 민재는 뺑소니를 치게 된다.
한편, 연희는 각막 기증자가 나타나주길 기다리던 차에 마침내 주치의로부터 기증자가 나타났다는 전화를 받는다. 연희는 성공리에 이식 수술을 받고 잃었던 시력을 되찾자, 고마운 마음에 각막 기증자인 죽은 여자의 남편을 만나러 간다. 그리고 기증자가 교통사고 뺑소니로 죽었다는 사실을 알게되고, 이 사실을 민재에게 말한다. 민재는 자신이 낸 사고임을 알게되면서부터 계속 죽은 여자 인애의 환영을 보게되고 괴로워한다.

## 등장 인물

### 주요 인물
- 정유석 : 민재 역 - 성형외과 의사
- 이주희 : 연희 역 - 민재의 아내, 시각장애인
- 조안 : 지영 역 - 병원 간호사

### 그 외 인물
- 성동일
- 신은경
- 정수형
- 김보현
- 이경미
- 이홍석
- 임지민 (아역)